# سانت أنجلو لوميلينا (بافيا)
سانت أنجلو لوميلينا (بالإيطالية: Sant'Angelo Lomellina)‏ هي بلدة تقع في مقاطعة بافيا بإقليم لومبارديا في شمال إيطاليا. تبلغ مساحة هذه المدينة 10.4 (كم²)، وترتفع عن سطح البحر م، بلغ عدد سكانها 821 نسمة في عام 2004 حسب إحصاء المعهد الوطني للإحصاء.

## السكان
في سنة 1861 بلغ عدد السكان 896 نسمة، وتطور العدد ليصل في سنة 2011 لـ 864 نسمة.
يظهر هذا المخطط البياني تطور النمو السكاني لـ سانت أنجلو لوميلينا (بافيا)